# Bodebrixen
Bodebrixen er et dansk band, som blev stiftet i 2006. Bandet består af Aske Bode og Andreas Brixen, som tilsammen lægger navn til bandet.
Bodebrixen har før spillet på SPOT festival, Roskilde Festival og i Belgien, Italien, Island og England.
Når bandet spiller live, har de et fire mand stort liveband med bestående af Jacob Haubjerg Andersen (bas, kor), Jens Bach Laursen (trommer, kor), Magnus Lindgaard Jochumsen (perkussion, kor) og Martin Poulsen (guitar, kor). Selv spiller Aske tangenter live, og Andreas synger.
Bodebrixen udgav i maj 2012 singlen "Ghost" og albummet "Out of Options" udkom september 2012.
Bodebrixen er signet hos det skandinaviske label Playground Music.

## Diskografi

### Album
- "Bodebrixen" (01.09.2008)
- "WHATSINSIDESWHATSOUTSIDE" (12.10.2009)
- "Out Of Options" (17.09.2012)